# Polyptychus pierrei
Polyptychus pierrei is een vlinder uit de familie van de pijlstaarten (Sphingidae). De wetenschappelijke naam van de soort werd in 2000 gepubliceerd door Ian Kitching & Jean-Marie Cadiou.